# Petersburg
«Pétersburg» («Mukran») — морской железнодорожно-автомобильно-пассажирский паром класса «Mukran». Был построен в 1986 году на верфи VEB Mathias-Thesen-Werft Wismar в Висмаре и стал первым железнодорожным паромом на линии Мукран-Клайпеда. На момент ввода в эксплуатацию являлся самым большим двухпалубным железнодорожным паромом мира. После перестройки в 1995 году был переименован в «Petersburg».
Судами-близнецами являются: «Greifswald», «Kaunas», «Klaipeda», «Vilnius». Шестым в серии должен был стать паром «Wismar», однако его строительству помешало объединение Германии и последовавшая отмена заказа из-за перехода ГДР на западногерманскую марку.

## История
Первый паром класса «Mukran» с одноимённым названием был спущен на воду 27 августа 1985 года на верфи VEB Mathias-Thesen-Werft в Висмаре. 18 апреля 1986 года состоялись ходовые испытания судна, а 27 августа оно было передано пароходству VEB Deutfracht/Seereederei в город Росток (ГДР). 2 октября 1986 года вышел для работы на паромной переправе Мукран-Клайпеда, где эксплуатировался до 1990 года в составе VEB Deutfracht/Seereederei, после чего в составе флота его преемника Deutsche Seereederei Rostock. В 1994 году судно было переписано на Euroseabridge Schiffahrtsgesellschaft Rostock.

### После модернизации
После серьёзной модернизации и капитального ремонта в 1995 году на польской верфи «Gdansk Shiprepair Yard» в Гданьске судно получило возможность перевозки автомобилей и большего количества пассажиров, последовала продажа парома компании MS Petersburg Schifffahrtsgesellschaft Rostock и его переименование в «Petersburg». В том же году судно «Petersburg» стали эксплуатировать на первой немецкой паромной линии между Травемюнде и Санкт-Петербургом.
В начале 1996 года «Petersburg» был зафрахтован для осуществления трёх перевозок военной амуниции из Эмдена в Хорватию. В январе 1997 года судно было зарегистрировано в Либерии, порт приписки Монровия. В последующие годы судно эксплуатировали на различных паромных линиях в Балтийском море, например, из Клайпеды в Травемюнде, Мукран и Киль. С 2003 по 2009 год паром находился в собственности немецкой компании LAIS, где работал на линии между Карлсхамном и Лиепаей, а с 2005 года — на линии Вентспилс-Карлсхамн-Нюнесхамн. В начале 2009 года, в разгар экономического кризиса в капиталистических странах «Petersburg» поставили в отстой в Щецине.

### Линия Усть-Луга-Балтийск

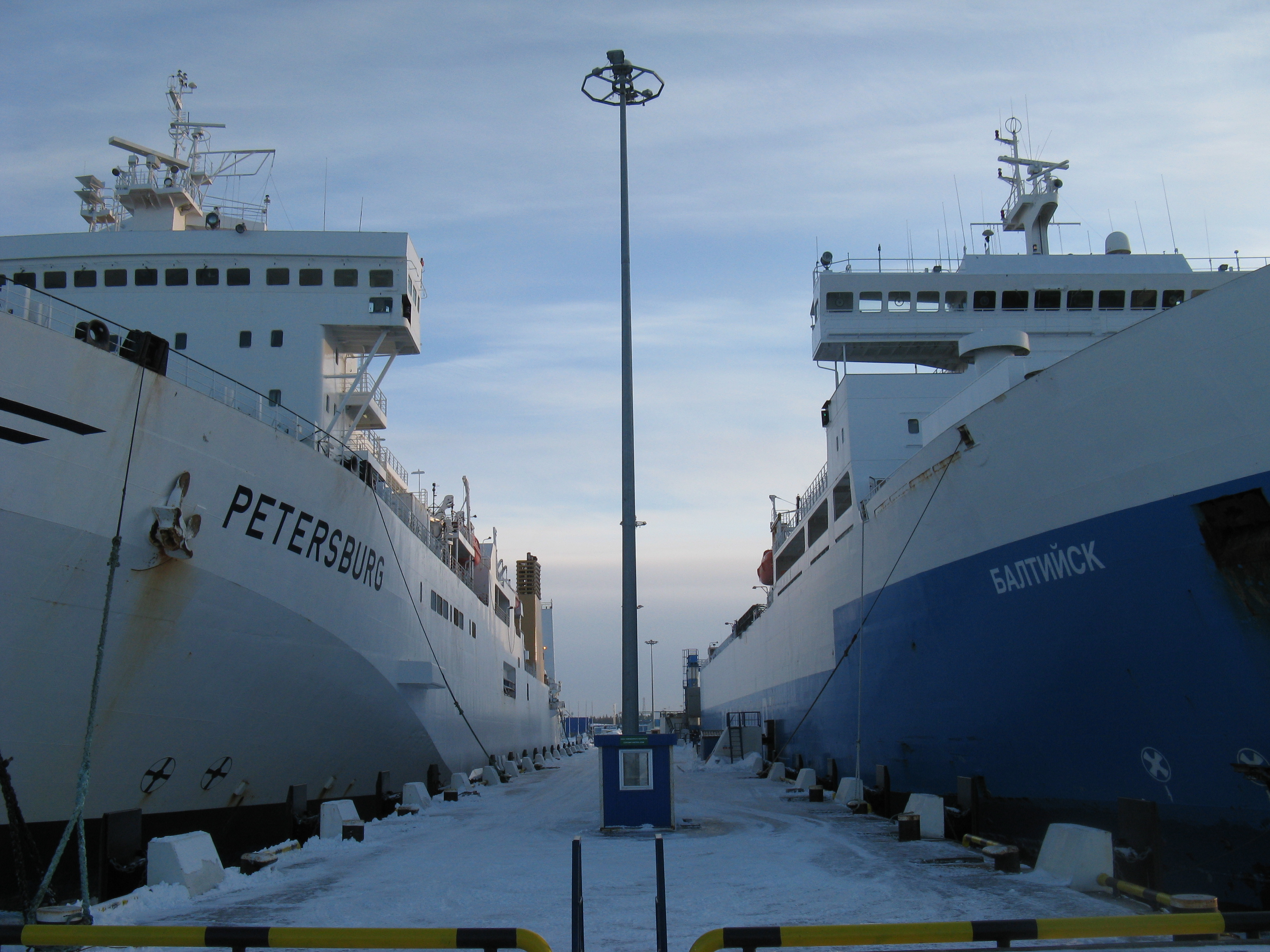
Паромы «Балтийск» и «Petersburg» на Автомобильно-железнодорожном паромном комплексе в порту Усть-Луга

26 ноября 2010 года эксплуатируемый оператором «Блэксиа Ферри и Инвестиции», паром «Petersburg» отправился в первый регулярный рейс из Балтийска в Усть-Лугу, приняв на борт 48 вагонов с продовольствием и бумагой. 4 марта 2011 года судно, эксплуатируемое компанией ООО «Балтийский Флот», на линиях Усть-Луга-Балтийск и Усть-Луга-Зассниц, попало в ледовый плен.

### Крымские переправы
8 июля 2014 года начал работу на линии Новороссийск — Керчь как автомобильный паром. Большая осадка парома не позволяла заходить в порт «Кавказ» и работать на коротком маршруте Кавказ — Керчь.
13 октября 2014 года открыл новую линию Новороссийск — Севастополь. В первом рейсе паром перевёз 80 фур с продуктами и другими товарами. Первый рейс из Севастополя в Новороссийск состоялся в ночь на 28 октября 2014 года.
С 1 ноября 2014 года паром был полностью переведён на линию Новороссийск-Севастополь, которая стала самым протяжённым маршрутом среди переправ Крыма, время в пути составляло 18 часов.
1 марта 2015 года паром завершил работу на линии Новороссийск-Севастополь и вернулся на Балтику.

## Техническое описание
Имеются 2 железнодорожные палубы — главная и верхняя, на каждой из которых по 5 железнодорожных путей. Погрузку железнодорожного подвижного состава осуществляли по 2-ярусному железнодорожному мосту. Паром оснащён автоматической креновой системой «Intering», позволяющей в автоматическом режиме компенсировать кренящий момент, вызванный неравномерным распределением груза или запасов. Для взаимодействия с железнодорожными мостами в Клайпеде и Засснице работала электронная система «паром-мост».
В связи с отсутствием второго яруса на железнодорожных мостах терминалов в Усть-Луге и Балтийске в настоящее время паром принимает вагоны только на главную палубу (до 56 штук). Верхнюю грузовую палубу используют для перевозки автомобилей и трейлеров, погрузку которых осуществляют по пандусу.

## Фотографии парома

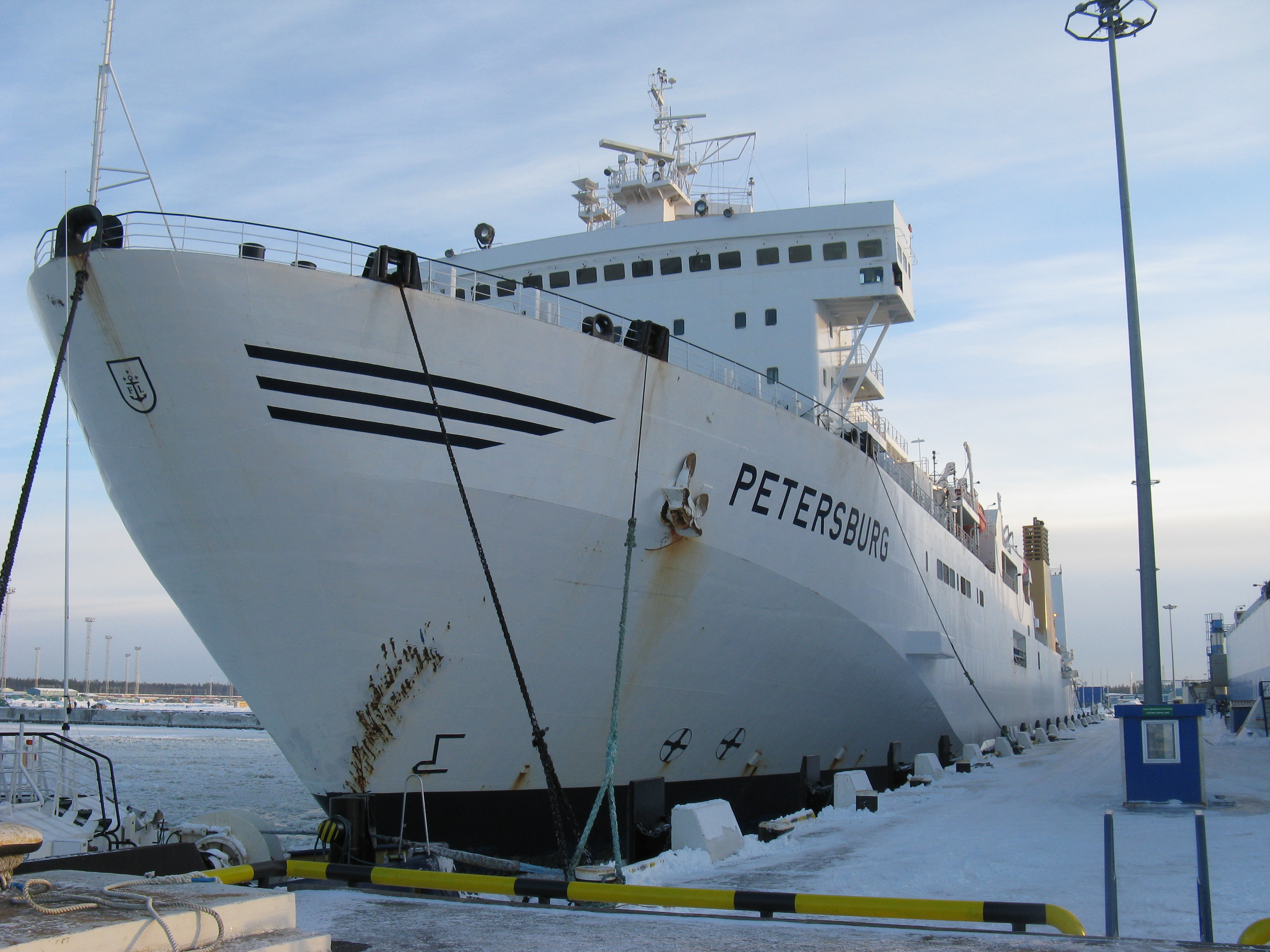
Паром «Petersburg», носовая часть
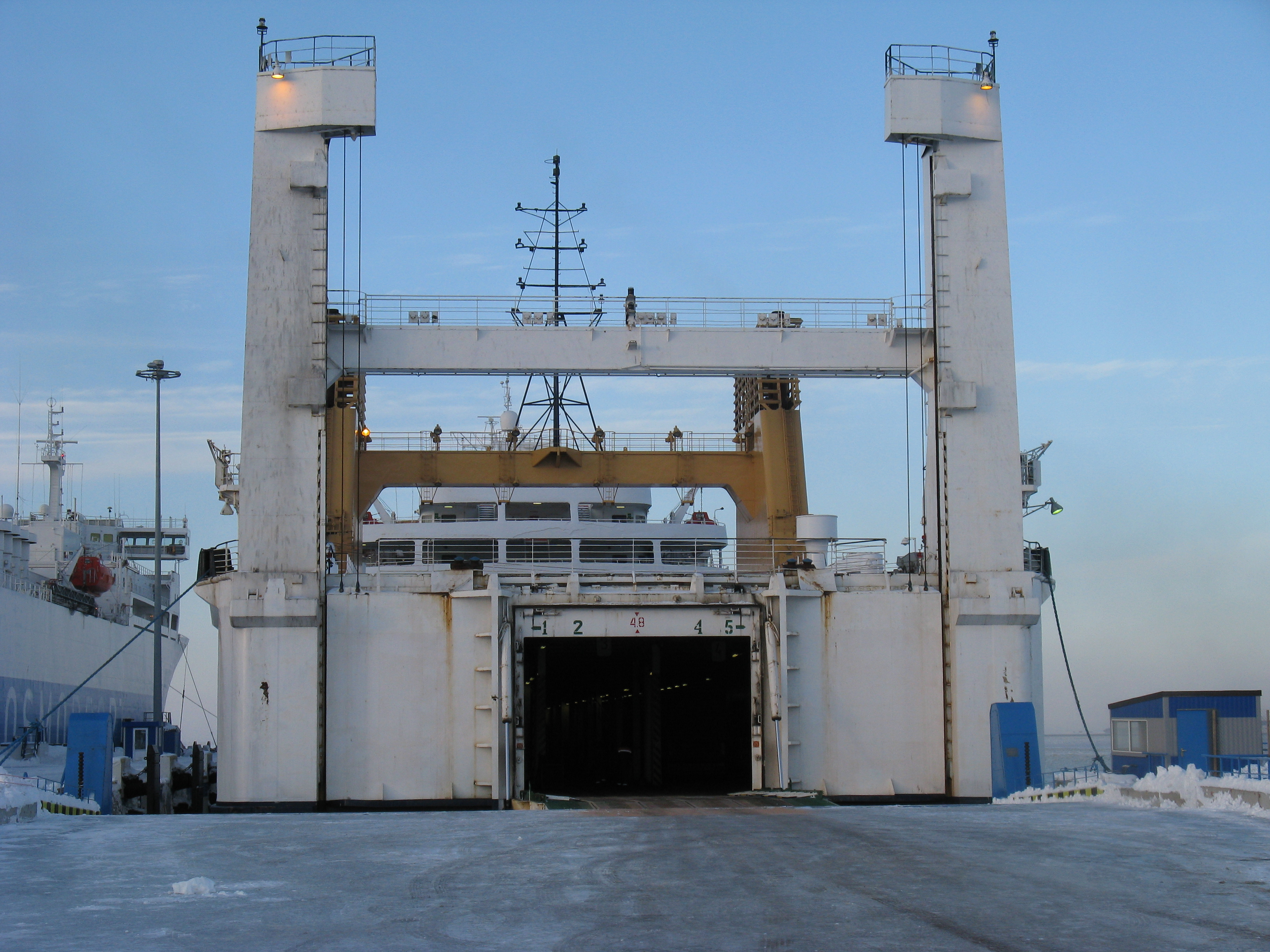
Паром «Petersburg», открытая кормовая аппарель